# Government House (Bahamas)
La Government House es la residencia oficial del 
Gobernador general de las Bahamas, ubicada en Nasáu. Fue construido en la época colonial y fue la residencia del Gobernador de las Bahamas. Más tarde continuó con el papel de residencia oficial y oficina del Gobernador General luego de la independencia política del Reino Unido en 1973.
Construido en una colina conocida como Mount Fitzwilliam y terminado en 1806, este imponente edificio de roca de coral estucado en Duke Street es el ejemplo más destacado de la arquitectura colonial georgiana del archipiélago de las Bahamas. En 1814, el coronel don Antonio de Alcedo, erudito y soldado español, escribió con admiración sobre su efecto. El Oriental Herald, en 1825, declaró: "La nueva Casa de Gobierno, de pie en el centro de la colina que domina la ciudad, fue construida con una suma votada por la Cámara de la Asamblea de los fondos del Tesoro y costó más de 20.000 l. Está construido en el estilo europeo de arquitectura, y es universalmente considerado el mejor edificio de su tipo en las Indias Occidentales".
El aspecto neoclásico original del edificio, así como su construcción en piedra, estuvo directamente influenciado por la llegada de los republicanos del sur de los Estados Unidos en la década de 1780. Anteriormente, la mayoría de los edificios de las Bahamas se habían construido con madera pintada. Los elementos típicos de las Bahamas, sin embargo, incluyen persianas de madera con listones y un exterior pintado de colores brillantes, en este caso un tono brillante de rosa caracola. La fachada principal, centrada en una entrada con frontón sostenida por cuatro robustas columnas jónicas, data de la década de 1930, cuando el edificio fue remodelado tras el huracán de 1929.

## Historia
La Casa de Gobierno original en este sitio se completó en 1737, como hogar del gobernador Richard Fitzwilliam. Ese edificio fue suplantado por una estructura neoclásica construida entre 1803 y 1806; Charles Cameron fue el primer gobernador en ocuparlo. Esta encarnación de dos pisos medía más de 100 pies de largo y su fachada principal, con vista al puerto, estaba dominada por una galería superior de cuerpo entero sostenida por diez columnas.

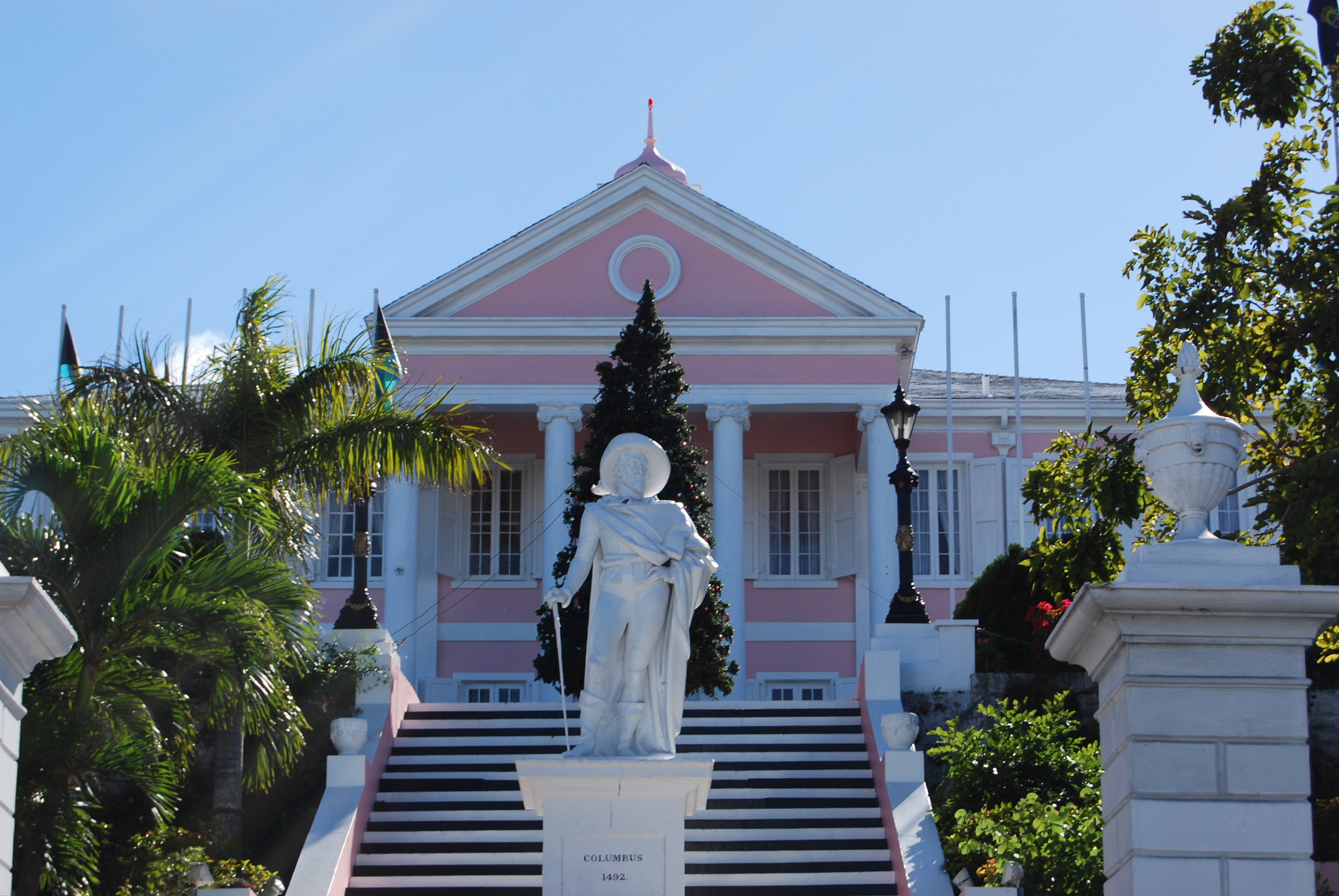
Se instaló una estatua de Cristóbal Colón en la entrada del edificio junto al puerto en 1830

La estatua de Cristóbal Colón, que se encuentra en la entrada del edificio junto al puerto, fue diseñada en Londres por un ayudante del novelista estadounidense Washington Irving, un biógrafo de Colón. La representación de 12 pies de altura fue colocada frente a la Casa de Gobierno por el Gobernador James Carmichael Smyth en 1830 y es "notable por su tamaño más que por su arte". Como escribió otro observador sobre la estatua: "Es una suerte que la estatua esté etiquetada, porque de lo contrario nadie podría adivinar que la figura arrogante, de aspecto pirata, con un sombrero holgado ladeado desenfadadamente sobre su cabeza y una toga sobre el hombro, representa a Colón".

### Renovaciones tempranas

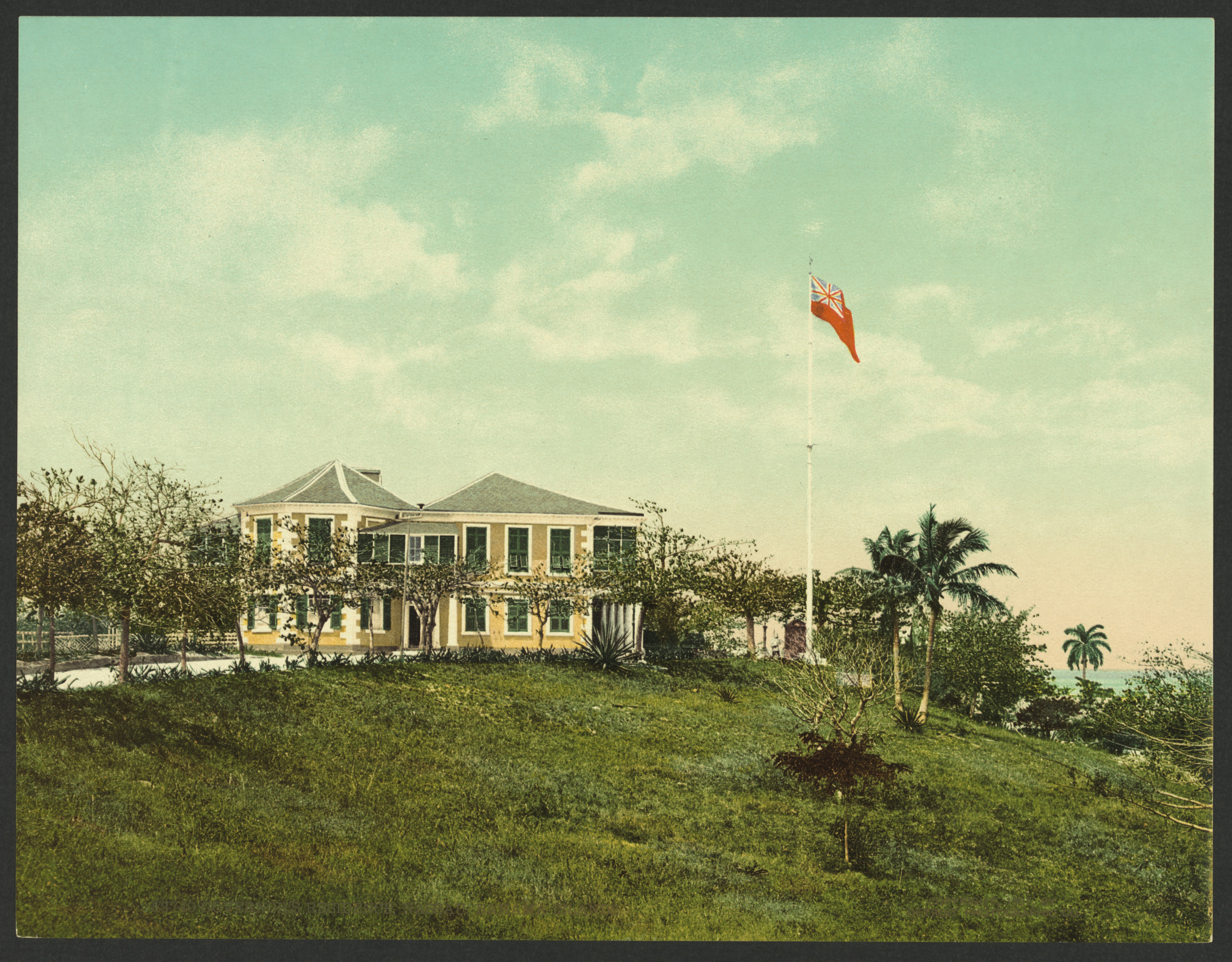
Representación de la Government House en 1901, antes de su expansión. El edificio fue ampliado y renovado varias veces en el

En 1909 se añadió el ala este; el ala oeste se conoce comúnmente como el ala de Windsor, llamada así por el Duque de Windsor, quien fue gobernador de 1940 a 1945.
La Casa de Gobierno se vio gravemente afectada por el huracán de 1929. Como relata la historia, "[E]l ala este de la Casa de Gobierno quedó sin techo en tres de sus lados y se dañó hasta el punto de que no era apta para ser ocupada, por lo que se tuvo que realizar un trabajo de reparación importante. hacerse en el techo y los edificios". Este trabajo de restauración, que incluyó la eliminación de la galería original y su reemplazo por la actual entrada similar a un templo y el techo con cúpula, se completó en 1932 .

### Renovaciones de la década de 1940
Desde finales de 1940 hasta 1941, la Casa de Gobierno, luego descrita como "un edificio agrietado y desconchado... con tanta calidez y atmósfera como Cuartel de Wellington", fue renovada por la Duquesa de Windsor, cuyo esposo, el duque de Windsor, ex rey Eduardo VIII de Gran Bretaña, se desempeñó como gobernador de las Bahamas de 1940 a 1945. Durante la renovación de los interiores, que sufrían de un exceso de pintura azul brillante y muebles victorianos desgastados, los Windsor ocuparon Sigrist House, la residencia de Sir Frederick Sigrist, un magnate de la aviación británica, "quien se ofreció a dejarles usarla mientras las reparaciones y redecoraciones estaban en progreso. El mandato de la pareja en la casa Sigrist terminó cuando acordaron mudarse a Westbourne, la mansión del industrial Harry Oakes.
El arquitecto de la renovación de la Casa de Gobierno fue un estadounidense, Sidney Neil, que ejercía principalmente en Palm Beach, Florida. Además de las reparaciones estructurales, se volvió a instalar tuberías y cables en el edificio; También se construyó una nueva ala para el personal y las oficinas de los Windsor. (La llamada Ala de Windsor ahora es utilizada por la Real Fuerza de Defensa de las Bahamas). La decoradora de interiores de la Casa de Gobierno era amiga de la duquesa, la socialité Isabel T. Bradley (Sra. Winthrop Curtis Bradley). Como le informó la duquesa a su tía Bessie Merryman, en una carta de septiembre de 1940, "Juntos vamos a arreglar esta choza para que al menos uno no se avergüence de preguntar los horrores locales aquí". El cliente y el decorador compraron muebles de los Estados Unidos y por correo para el proyecto. La decoración resultante se describió como "'francamente elegante y modernista' con toques de Regencia" e incluía una habitación con rodapiés hechos de mimbre natural y una mesa cuya superficie estaba adornada con una réplica de un metro de largo de la firma de la duquesa. La duquesa "presentó papeles pintados de Nueva York y pintó una habitación exactamente del mismo tono que su polvo facial favorito".
Aunque el presupuesto para la renovación había sido fijado en $6,000 por la Cámara de la Asamblea, el costo final resultó ser $21,000, gran parte pagado por los Windsor, pero los resultados fueron "ahora tan encantadores que la Duquesa de Windsor ha sido bendecida por la esposa de todos los gobernadores sucesivos". Sin embargo, se rechazó una de las mejoras sugeridas por la duquesa. Como se relata en un extenso perfil de los Windsor en "Life" publicado en 1941, "En la modernización de la Government House, la duquesa quería quitar la puerta principal que era una reliquia de una casa de gobierno más antigua y que había resistido todos los huracanes". , incluso la famosa tormenta de 1929. La puerta también resistió a la Duquesa, a quien se le permitió cubrir la mitad superior de la madera maltratada con un panel de vidrio negro en el que está apropiadamente impreso en blanco el famoso dispositivo de la Orden de la Jarretera del Duque. —Honi soit qui mal y pense". La placa de vidrio se envió desde la casa de los Windsor en Francia y permanece en su lugar.